# Saginaw Valley Naval Ship Museum
Le Saginaw Valley Naval Ship Museum se consacre à la documentation de l'histoire de l'United States Navy. Le musée est installé en permanence dans l'USS Edson (DD-946), un destroyer à la retraite de la marine américaine qui a récemment été converti en musée. Le musée est situé à Bay City dans le Michigan, États-Unis. L'homme responsable de l'ouverture de ce destroyer en musée est Mike Kegley, président du musée, qui travailla sur le projet depuis quinze ans. Ce destroyer est l'événement principal du musée mais il s'étend à d'autres expositions dans les années à venir.

## Galerie
|                   |
| USS Edson en 1965 |